# Garbacz (województwo świętokrzyskie)
Garbacz – wieś sołecka w Polsce, położona w województwie świętokrzyskim, w powiecie ostrowieckim, w gminie Waśniów.
Wieś w województwie sandomierskim była własnością Mikołaja Krzysztofa Radziwiłła (Sierotki) w latach 1576–1578. W latach 1975–1998 miejscowość administracyjnie należała do województwa kieleckiego.
Przez miejscowość przepływa rzeczka Garbatka. Znajdują się tu również liczne pokłady piaskowca czerwonego.

## Integralne części wsi
| SIMC    | Nazwa            | Rodzaj    |
| ------- | ---------------- | --------- |
| 0275866 | Dwór             | część wsi |
| 0275872 | Garbacz-Jeziorko | część wsi |
| 0275889 | Garbacz-Skała    | część wsi |
| 0275895 | Komorniki        | część wsi |
| 0275903 | Przydanki        | część wsi |

## Historia
Garbacz, łącznie z przyległą wsią Grębocice, został wspomniany przez Długosza w aktach z 1328 jako własność biskupów lubuskich pod nazwą Garbatz.
W roku 1578 Mikołaj Radziwiłł płacił tu od 13 osadników, 1 komornika i 1 ubogiego.
Słownik geograficzny Królestwa Polskiego podaje, iż Garbacz był folwarkiem w powiecie opatowskim, gminie Boksyce, parafii Momina (łącznie z wsiami Garbacz-Skała i Garbacz-Jeziorko – obecnie części wsi Garbacz).
W 1827 roku miejscowość liczyła 34 domy i 220 mieszkańców. Pod koniec XIX wieku Garbacz folwark miał 7 domów, 114 mieszkańców, 984 morgi ziemi oraz młyn wodny. Z kolei wsie włościańskie Garbacz-Skała i Garbacz-Jeziorko liczyły 40 domów, 314 mieszkańców i 347 mórg ziemi.
Około roku 1829 majątek Garbacz został zakupiony przez filozofa Józefa Gołuchowskiego, który wraz z żoną mieszkał w nim do swojej śmierci w roku 1858. To właśnie w Garbaczu napisał jedno ze swych największych dzieł: Dumanie nad najwyższymi zagadnieniami człowieka. Gołuchowski uważany był za niezwykle sprawnego gospodarza, m.in. dzięki uprzemysłowieniu gospodarstwa. W swych dobrach gościł często praktykantów z Instytutu Agronomicznego w Marymoncie. Po nim majątek odziedziczyła siostra i jej dzieci Ksawery Jagniński z żoną Józefą z Lubienienieckich. Ich najstarszy syn Konstanty urodził się w Garbaczu w 1872 roku. Założył we wsi straż ogniową. Zmarł nagle 7 października 1915 w Neisse, gdzie był internowany od 30 lipca 1915 jako rezerwowy oficer rosyjski. Pozostawił żonę Julię z Łempickich i 5 dzieci. Pochowany w grobie rodzinnym w Mominie.
Rodzina Jagnińskich z Jagnina herbu Tarnawa była właścicielem majątku do roku 1945 (w ich posiadaniu był także majątek w Zochcinie). Rządcą majątku do 1945 był Aleksander Dylak z Kleczanowa. Tablice nagrobne Gołuchowskiego ufundowana przez jego bratanka Xawerego Jagnińskiego oraz pozostałych zmarłych z rodziny Jagnińskich znajdują się w kościele parafialnym w Mominie.
Po wojnie majątek popadł w ruinę. Drewniany dwór spłonął w wyniku zaprószenia ognia przez nowych lokatorów, a kolumna z popiersiem myśliciela wzniesiona na dziedzińcu folwarcznym została zniszczona przez funkcjonariuszy pobliskiego posterunku Milicji, którzy uczynili z pomnika tarczę strzelniczą. Do czasów obecnych zachowała się jedynie kamienna kapliczka oraz resztki parku podworskiego ze starodrzewem (znaleźć tam można okazy kasztana jadalnego). Teren parku przeszedł w posiadanie prywatne, a obecny właściciel ufundował w nim nowe popiersie Gołuchowskiego.

## Zabytki
- Park dworski, założony w XVIII w., przebudowany w XIX w., wpisany do rejestru zabytków nieruchomych (nr rej.: A.619 z 12.12.1957)[11].
- Neolityczne kurhany (w Garbaczu-Jeziorku).